# Обычная женщина
«Обы́чная же́нщина» — российский детективный телесериал режиссёров Бориса Хлебникова и Наталии Мещаниновой.
Премьера состоялась 29 октября 2018 года на телеканале «ТВ-3». Заключительная серия первого сезона была показана 8 ноября 2018 года.
Премьера второго сезона состоялась 17 декабря 2020 года на платформе Premier. Заключительная серия была выложена 7 января 2021 года.

## Сюжет
В центре сюжета — история с виду обычной женщины, которая ведёт двойную жизнь. В обычной жизни Марина — жена хирурга, мать двоих детей и владелица цветочного магазина, а в другой своей жизни — сутенёрша с очень непростым специфическим бизнесом.

## В ролях
- Анна Михалкова — Марина Сергеевна Лаврова
- Евгений Гришковец — Артём Игоревич Лавров, муж Марины
- Татьяна Догилева — Антонина Васильевна, свекровь Марины
- Аглая Тарасова — Светлана, проститутка
- Александра Бортич — Женя Краснова, подруга Светланы
- Елизавета Кононова — старшая дочь Лавровых
- Мария Андреева — Вероника, любовница Артёма
- Валентина Лукащук — Настя, проститутка
- Юлия Мельникова — Галина Плотникова, сообщница Марины
- Евгения Калинец — Лиза Симакова, горничная
- Дарья Савельева — Вера Мартынова, следователь
- Антон Васильев — Федя, следователь
- Николай Шрайбер — Максим, следователь
- Николай Фоменко — Пермяков, чиновник
- Александр Обласов — Толик, друг Галины
- Стася Милославская — Лена, подруга Кати
- Пётр Скворцов — Олег, наркодилер
- Евгений Сытый — Володя, водитель в цветочном магазине Марины

## Награды и номинации
- 2018 — приз за лучшую женскую роль на французском смотре теле- и веб-сериалов Series Mania (Анна Михалкова)[2].
- 2019 — премия «Золотой орёл»:
  - премия за лучшую женскую роль на телевидении (Анна Михалкова)[3].
  - номинация на премию за лучший телефильм или мини-сериал
- 2019 — Профессиональный приз Ассоциации продюсеров кино и телевидения в области телевизионного кино:
  - приз в номинации «Лучший телевизионный мини-сериал (5-24 серий)»
  - приз в номинации «Лучшая актриса телевизионного фильма/сериала» (Анна Михалкова)
  - номинация на приз в категории «Лучшая сценарная работа» (Мария Меленевская, Денис Уточкин, Александр Собичевский)
  - номинация на приз в категории «Лучшая режиссёрская работа» (Борис Хлебников)
  - номинация на приз в категории «Лучшая оригинальная музыка к телевизионному фильму/сериалу» (Дмитрий Емельянов)
  - номинация на приз в категории «Лучшая работа режиссёра монтажа» (Юлия Баталова, Дарья Данилова)
  - 2019 — Индустриальная телевизионная премия ТЭФИ — 2019:
    - 2019 — Лучшая актриса телевизионного фильма/сериала (Анна Михалкова)
    - Телевизионная многосерийная комедия/ситком
    - Режиссёр телевизионного фильма/сериала
    - Телевизионный продюсер сезона